# Queensland Raceway
A Queensland Raceway, becenevén a „gemkapocs”, egy autóversenypálya Ipswich közelében, Queenslandben, Ausztráliában.
A pálya otthont ad a V8 Supercars bajnokságnak, az ausztrál Superbike bajnokságnak és egyéb versenyeknek.

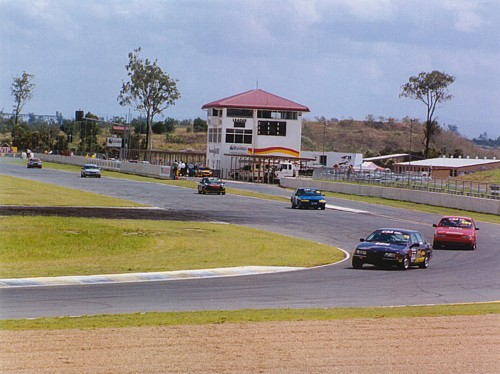
Az első kanyar és a Dick Johnson-egyenes

A Queensland Raceway 3,12 km (1,94 mérföld) hosszú és 12 méter (39 láb) széles. A pályán az óramutató járásával megegyező irányba haladnak; hat kanyarból áll. A pályát Tony Slattery tervezte.

## Konfigurációk
A pályának van három rövid változata: 
- Sportsman 2,15 km (1,34 mérföld)
- Clubman 2,11 km (1,31 mérföld)
- Sprint 1,89 km (1,17 mérföld)

Clubman Circuit
National Circuit
Sportsman Circuit
Sprint Circuit